# The Plastic People of the Universe
The Plastic People of the Universe (PPU) fue una banda de rock formada en Praga (República Checa) en 1968. Fueron los principales representantes del rock checo durante la Primavera de Praga. El grupo fue un ejemplo de avant garde durante el régimen de Alexander Dubček y su anticonformismo les ocasionó conflictos que incluyeron el arresto de varios de sus miembros en 1976. El grupo continúa actuando a pesar de la muerte de su fundador, principal compositor y bajista, Milan «Mejla» Hlavsa en 2001. Muchas de sus letras fueron escritas por el poeta Egon Bondy.

## Miembros
Miembros actuales
- Josef Janíček - teclados, voz (1969-1988, 1997-presente)
- Vratislav Brabenec - saxofón, clarinete, voz, composición, letra (1972-1982, 1997-presente)
- Jaroslav Kvasnička - batería, voz (2009-presente)
- Johnny Judl jr. - bajo, voz (2016-presente)
- David Babka - guitarras (2016-presente)

Miembros anteriores (lista parcial)
- Ivan «Magor» Martin Jirous - Magor significa «loco» en español
- Milan «Mejla» Hlavsa
- Vratislav Brabenec
- Egon Bondy

## Discografía
- Egon Bondy's Happy Hearts Club Banned (1974)
- Pašijové hry velikonoční (1978)
- Jak bude po smrti (1979)
- Co znamená vésti koně (1981)
- Kolejnice duní (1977–82)
- Hovězí porážka (1983–84)
- Půlnoční myš (1985–86)
- Bez ohňů je underground (1992–93)
- The Plastic People of the Universe (1997)
- For Kosovo (1997)
- 10 let Globusu aneb underground v kostce (2000)
- Milan Hlavsa - Než je dnes člověku 50 - poslední dekáda (2001)
- Líně s tebou spím - Lazy Love/ In Memoriam Mejla Hlavsa (2001)
- Pašijové hry/ Passion Play (con Agon Orchestra) (2004)
- Do lesíčka na čekanou (2007)
- Magor's Shem (40 Year Anniversary Tour PPU 1968-2008) (2008)
- Maska za maskou (2009)
- Non Stop Opera (2011)
- Co znamená vésti koně (2017)